# Xian de Wuqi
Le xian de Wuqi (吴起县 ; pinyin : Wúqǐ Xiàn) est un district administratif de la province du Shaanxi en Chine. Il est placé sous la juridiction de la ville-préfecture de Yan'an.

## Démographie
La population du district était de 119 949 habitants en 1999.

## Éducation
Grâce aux ressources naturelles disponibles, un système d'éducation "gratuit et pour tous" a pu être mis en place.